# 克拉克斯維爾 (密歇根州)
克拉克斯維爾（英語：Clarksville）是位於美國密歇根州愛奧尼亞縣坎貝爾鎮區的一個村。

## 人口
根據2020年美國人口普查的數據，克拉克斯維爾的面積為1.31平方千米，當中陸地面積為1.31平方千米，而水域面積為0.00平方千米。當地共有人口411人，而人口密度為每平方千米313人。